# أندي هيل
أندي هيل (بالإنجليزية: Andy Hill)‏ (20 يناير 1965 في المملكة المتحدة - ) هو لاعب كرة قدم بريطاني في مركز الدفاع. لعب مع بورت فايل ومانشستر سيتي ومانشستر يونايتد ونادي بوري.

## وصلات خارجية
- أندي هيل على موقع قاعدة بيانات كرة القدم.إي يو (الإنجليزية)
- أندي هيل على موقع Soccerbase.com (لاعب) (الإنجليزية)
- أندي هيل على موقع عالم كرة القدم.نت (الإنجليزية)